# Mount Myers
Mount Myers ist ein 643 m hoher Berg an der Borchgrevink-Küste des ostantarktischen Viktorialands. In den Admiralitätsbergen ragt er nahe dem Zentrum des Honeycomb Ridge auf. Seine unvereiste Ostflanke ist gekennzeichnet durch ein dreieckiges Kliff oberhalb des Ufers der Moubray Bay.
Das Advisory Committee on Antarctic Names benannte ihn 2006 nach Charles E. Myers von der Abteilung für Polarprogramme bei der National Science Foundation von 1974 bis 2005, der für die sprachliche Ausfertigung des Antarctic Conservation Act verantwortlich war, der seinerseits vom 95. Kongress der Vereinigten Staaten am 28. Oktober 1978 verabschiedet worden ist.